# Волгоградская митрополия
Волгогра́дская митропо́лия — митрополия Русской православной церкви в границах Волгоградской области. Объединяет Волгоградскую, Калачёвскую и Урюпинскую епархии.

## История
В соответствии с Положением об областных преосвященных от 12 марта 1934 года во исполнение постановления Поместного Собора 1917—1918 годов о митрополичьих округах Временный Патриарший Священный Синод образовал церковные области в составе нескольких епархий, в том числе в границах Сталинградской области была образована митрополия с центром а Сталинграде. Дата упразднения точно неизвестна. Скорее всего это произошло в 1943 году при проведении переустройства епископских кафедр.
15 марта 2012 года решением Священного Синода в ходе начатой в 2011 году реформы Русской Православной Церкви на территории Волгоградской области была образована Волгоградская митрополия, в состав которой были включены Волгоградская епархия и выделенные из неё Калачёвская и Урюпинская Территория митрополии совпадает с границами Волгоградской области. Главой Волгоградской митрополии является правящий архиерей Волгоградской и Камышинской епархии.

## Главы митрополии
- Герман (Тимофеев) (15 марта 2012 — 28 декабря 2018 года), митрополит Волгоградский и Камышинский
- Феодор (Казанов) (с 28 декабря 2018 года), митрополит Волгоградский и Камышинский

## Состав
Митрополия включает в себя три епархии:
- Волгоградская епархия
- Калачёвская епархия
- Урюпинская епархия